# المنير في أحكام التجويد
المنير في أحكام التجويد أحد أهم الكتب الحديثة المختصة في علوم قراءة القرآن الكريم وإتقانها، وهو صادر عن جمعية المحافظة على القرآن الكريم في المملكة الأردنية الهاشمية، صدرت الطبعة الأولى منه عام 2001. يمتاز الكتاب بأسلوبه الحديث الذي يجعل التعامل مع هذه المواضيع سهلة على المسلم الذي يرغب بتعلم القرآن وأحكامه. ويحتوي الكتاب على العديد من الرسوم التوضيحية التي تساعد على معرفة مخارج الحروف وصفاتها وغيرها من الرسوم البيانية التي تلخص المعلومات بطريقة سهلة يمكن فهمها وحفظها. وقد اعتمد الكتاب كثير من مؤسسات تعليم القرآن على المستويين المحلي والدولي، وطُبع منه (40) طبعة حنى عام 2014، بما يزيد عن (300.000) نسخة. ويشتمل على مقدمات وتعاريف لعلوم القرآن وتاريخه والقراءات المتعددة له. فتجد في الكتاب تعريف التجويد وحكمه الفقهي وتاريخ التأليف في هذا العلم. كما يبين الكتاب بشكل مختصر أحكام اللحن وأنواعه. بالإضافة إلى ذكر فضائل القرآن الكريم وتلاوته وتعلمه. كما يعد الكتاب دليلاً عملياً للطلبة الذين يسعون للحصول على إجازة أو سند عن طريق الجمعية في القرآن الكريم تلاوة وحفظاً. لاقى الكتاب قبولاً واسعاً وصدرت منه العديد من الطبعات. وتم التعديل على الكتاب في طبعاته الأولى إلى الخامسة كثيرا وذلك بناء على الاقتراحات ة الملاحظات البنأئة التي كانت أحد أسباب تكامل الكتاب وصدور الطبعات اللاحقة ب بلا تعديل أو بتعديلات طفيفة.

## فكرة التأليف
فكرة الكتاب اتت من بعد أن وردت ملاحظات إلى لجنة التلاوة المركزية في الجمعية وأسئلة حول المنهاج المقرر في الدورات، والمرجع المعتمد فيها، حيث تم اختيار مجموعة من كتب التجويد المناسبة ليتم الاستعانة بها من الدارسين لعلوم القرآن، واعتُمدت في التعليمات، وعند مراجعة كتب التجويد المُقترحة، وجدت اللجنة فيها نقصاً أو توسُّعاً في المادة أو عبارات غير واضحة أو غير دقيقة، أو غير ذلك من الملاحظات المتعددة على هذه الكتب؛ مما حال دون اختيار أحدها ليكون المرجع الأساس في الجمعية.

### اللجنة
- الدكتور احمد خالد شكري
- محمد خازر المجالي
- احمد محمد القضاة
- محمد عصام القضاة
- عبد الرحمن عبد ربه غليون
- محمد احمد سليمان
- عمر يوسف حماد
- على محمد الجيوسي
- مأمون عمر الشمالي

## فصول الكتاب
حتى الطبعة ال29 بلغت عدد فصول الكتاب عشرة فصول هي:
- الأول: مقدمة في علم التجويد، في عشرة مباحث
- الثاني: الاستعاذة والبسملة، في مبحثين
- الثالث: مخارج الحروف وألقابها، في مبحثين، وهذا الفصل تم اضافته بالطبعة 22 من كتاب «التجويد المصور» للدكتور أيمن سويد [2]
- الرابع: الصفات اللازمة للحروف، في أربعة مباحث
- الخامس: احكام النون والميم، ثلاثة مباحث
- السادس: المد احكامه وانواعه، في مبحثين
- السابع: التفخيم والترقيق، في أربعة مباحث
- الثامن: الادغام، في أربعة مباحث
- التاسع: الوقف والابتداء، في أربعة مباحث
- العاشر: تنبيهات وفوائد، في عشرة مباحث

## طبعات الكتاب
كتبت اللجنة المشرفة على الكتاب في مقدمة الطبعة الخامسة وهي الطبعة التي أصبحت التعديلات للكتاب بعدها قليلة، عبارة عبارة العماد الأصبهاني: «إني رأيت أنه لا يكتب إنسان كتاباً في يومه إلا قال في غده: لو غُيِّرَ هذا لكان أحسن، ولو زِيدَ هذا لكان يُستحسن، ولو قُدِّم هذه لكان أفضل، ولو تُرِك هذا لكان أجمل، وهذا من أعظم العبر، ودليل على استيلاء النقص على جملة البشر». وهذا أحد أسبابا تعدد طبعات الكتاب وكثرتها إلى جانب الاقبال على اقتنائه من الدارسين وطلبة الجمعية، فحتى عام 2015م - 1436 هـ بلغ عدد طبعات الكتاب 29 طبعة، وكانت طبعات الكتاب كالتالي:
- الطبعة الأولى: 2001
- الطبعة الخامسة: 2009
- الطبعة 22: 2013
- الطبعة ال29: 2015م - 1436هـ
- الطبعة ال40 عام 2019 - 1441 هـ

## الانتقادات
تعرض الكتاب لانتقادات تتعلق بأمور تحررية وكثرة التعديلان وليست انتقادات للكتاب نفسه أو محتواه، والتي تم الاخذ بها للعمل على تعديل الكتاب وتحريره بالشلك الأفضل، ومن النقاط التي تم انتقاده بها:
- كثرة التعديل فيه، خاصة في الطبعات الأولى منه حتى الطبعة الخامسة، وذلك بسب الأخذ بالاقتراحات والملاحظات، وتدارك ما يحتاج إلى ذلك من موضوعات الكتاب ومواضعه وعباراته، وكان أكثر هذه التعديلات بعد الطبعة الأولى حيث تم حذف معلومات كانت فيها واختصار بعض المادة الدراسية، وانخفض عدد التعديلات بعد ذلك حتى أصبحت معظم الطبعات اللاحقة بلا أي تعديل أو بتعديل يسير لا يُشار إليه
- صعوبة عباراته وثقلها على الدارسين فيه، خاصة أن كثيراً من الدارسين في الكتاب يقرؤونه مراراً، ويحفظون عباراته، حيث الاطلاع على عبارات محددة وإعادة دراستها واستشارة عدد من الإخوة الفضلاء فيها ومدى صعوبتها، واستقر الرأي على أنها مناسبة وفي المستوى المتوسط المقبول، لان الكتاب طبقات متفاوتة من القارئين.
- عدم شمول جميع أحكام التجويد، وأن بعض المباحث ليست موجودة فيه، ذلك ان الكتاب يشمل أمهات مسائل علم التجويد ودقائقه، وقد يوجد في بعض كتب التجويد الأخرى عناوين رئيسية أو فرعية لم تذكر في المنير، ولكن المحتوى لتلك العناوين موجود فيه.
- تكرار بعض المعلومات في أكثر من موضع من الكتاب، حيث يسبب إرباكاً للدارسين، حيث أن هذه المعلومات المكررة تنحصر في ما خالف فيه حفص أصل قراءته، أو ما تعددت له فيه الأوجه، أو ما يحتاج إلى تنبيه لدقته وخفائه، وتم تخصيص مبحث كامل في فصل «تنبيهات وفوائد»-أصول رواية حفص
- عدم دقة بعض المعلومات في الكتاب، وذلك ان تلك المعلومات هي من الأحكام المختلف فيها بين علماء التجويد، وقد تمت مراجعتها في كتب التجويد واللغة قديمها وحديثها، وتم اختيار أحد الأقوال فيها، وهو القول الراجح عند أعضاء لجنة التأليف بعد التباحث والتداول وهي مواضيع متعددة.

## الكتاببلغة بريل
قامت الجمعية ومن منطلق الاهتمام بفئة المكفوفين، وحقهم بتعلم علوم القرآن والتيسير لهم لبلوغ العلم الشرعي، قامت بإصدار كتاب (المنير في أحكام التجويد بطريقة بريل)، بهدف تعليم هذه الفئة أحكام التلاوة والتجويد، حيث تم طباعته في ثلاثة مجلدات 

## روابط خارجية
- جمعية المحافظة على القرىن الكريم